# Maxine og Baby
Maxine og Baby er en dansk stumfilm fra 1907 produceret af Nordisk Films Kompagni optaget af Axel Sørensen. Filmens instruktør er ukendt. 